# Gouvernorat de Deraa
Le gouvernorat de Deraa est l'un des quatorze gouvernorats de Syrie ; il a pour capitale la ville de Deraa.

## Districts
Le gouvernorat est subdivisé en trois districts :
- Al-Sanamayn
- Deraa
- Izra (chef-lieu: Izra)